# Saqui del Napo
El saqui del Napo (Pithecia napensis) és una espècie de saqui. Viu a l'est de l'Equador i el nord del Perú. Einar Lönnberg descrigué aquesta espècie com a subespècie del saqui monjo (P. monachus). Philip Hershkovitz el mantingué dins P. monachus el 1987, però el 2014 fou elevat a la categoria d'espècie. El seu nom específic, napensis, significa 'del Napo' en llatí.